# Хатисука Ёсисигэ
Хатисука Ёсисигэ (яп. 蜂須賀 至鎮) (20 февраля 1586 — 29 марта 1620) — японский даймё периода Эдо, правил Токусима-ханом. Участник битвы при Сэкигахаре и осады Осаки. 

## Биография
Родился в 1586 году в семье даймё Хатисука Иэмаса (яп. 蜂須賀 家政). После смерти Тоётоми Хидэёси, которому Ёсисигэ служил долгое время вместе с отцом, в 1600 году женится на приёмной дочери Токугава Иэясу. В результате во время битвы при Сэкигахаре молодой самурай поддержал "восточную армию" Иэясу, получив расположение нового сёгуна. Отец Ёсисигэ после сражения передал власть над княжеством Токусима своему сыну. В 1603 году Ёсисигэ получает новое имя Тоётоми Тоё (яп. 豊臣 豊雄).

Во время событий осады Осака, когда самурайский род Тоётоми поднял мятеж против Токугава Иэясу, Ёсисигэ перешел на сторону сёгуна, добившись военных успехов. В 1615 году он получает новую фамилию Мацудайра, а также начинает контролировать провинцию Авадзи. Во время его управления на подконтрольных территориях развивался соляной промысел, налаживалась логистика, во время чрезвычайных ситуаций население обеспечивалось продовольствием, за что в народе он получил доброе имя.

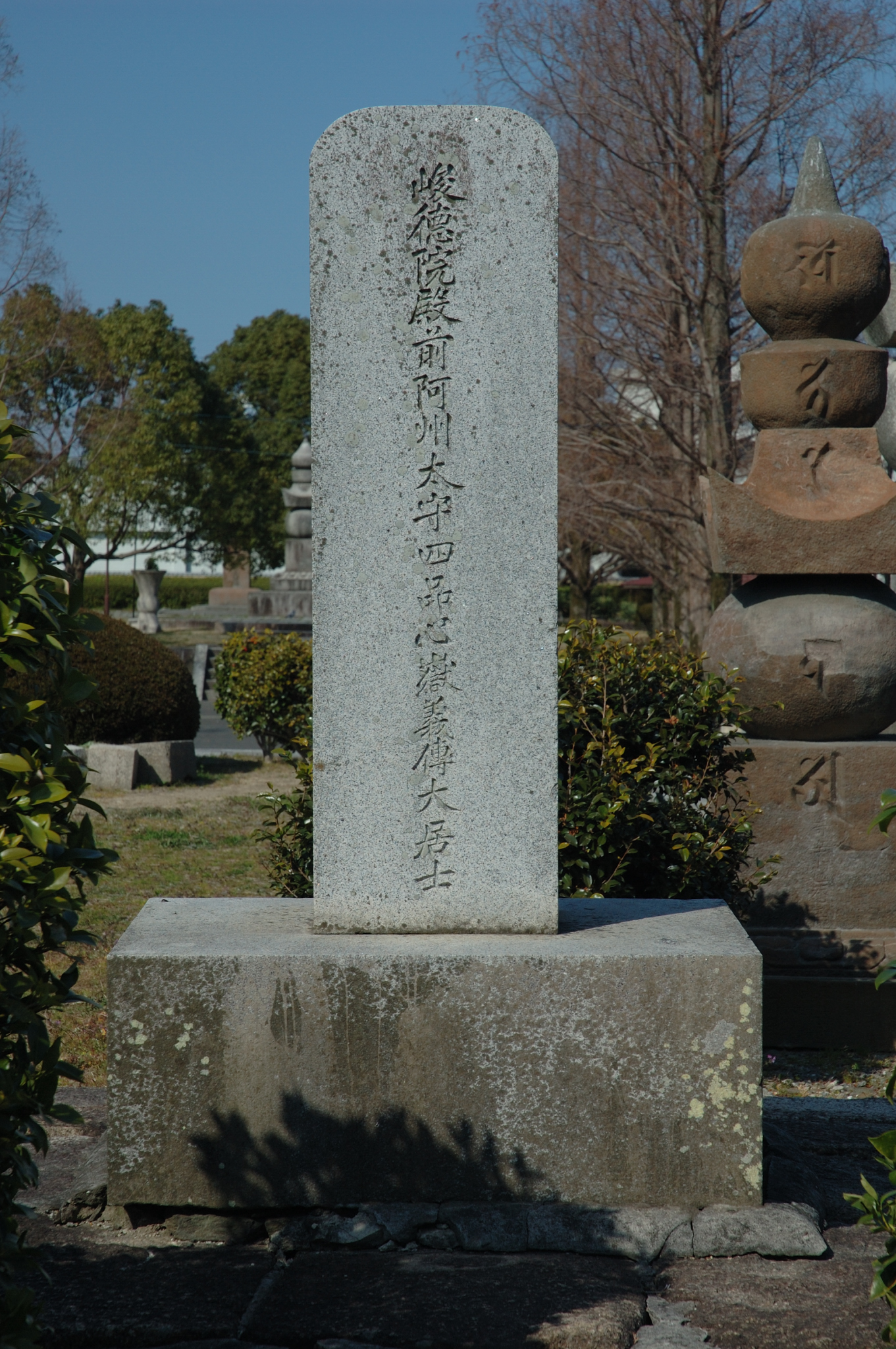
Надгробие Хатисука Ёсисигэ

В память о его личности сохранилось несколько историй. Так, например, даймё не любил заставлять своих подчинённых ждать, поэтому выдавал им небольшие ссуды из собственного кармана, отправляя вместо ожидания для игры в городе. Также Ёсисигэ увлекался литературой, что способствовало развитию технологий в его владениях. Среди его проектов было в том числе начало производства индиго, что в дальнейшем являлось основой финансовой составляющей клана.
Однако его здоровье было слабым, из-за чего он умер раньше своего отца в 1620 году, передав власть своему старшему сыну.